# اچ‌ام‌اس ال۶۹
اچ‌ام‌اس ال۶۹ (به انگلیسی: HMS L69) یک زیردریایی بود که طول آن ۲۳۰ فوت ۶ اینچ (۷۰٫۲۶ متر) بود. این زیردریایی در سال ۱۹۱۸ ساخته شد.